# Effectenbeurs van Bratislava

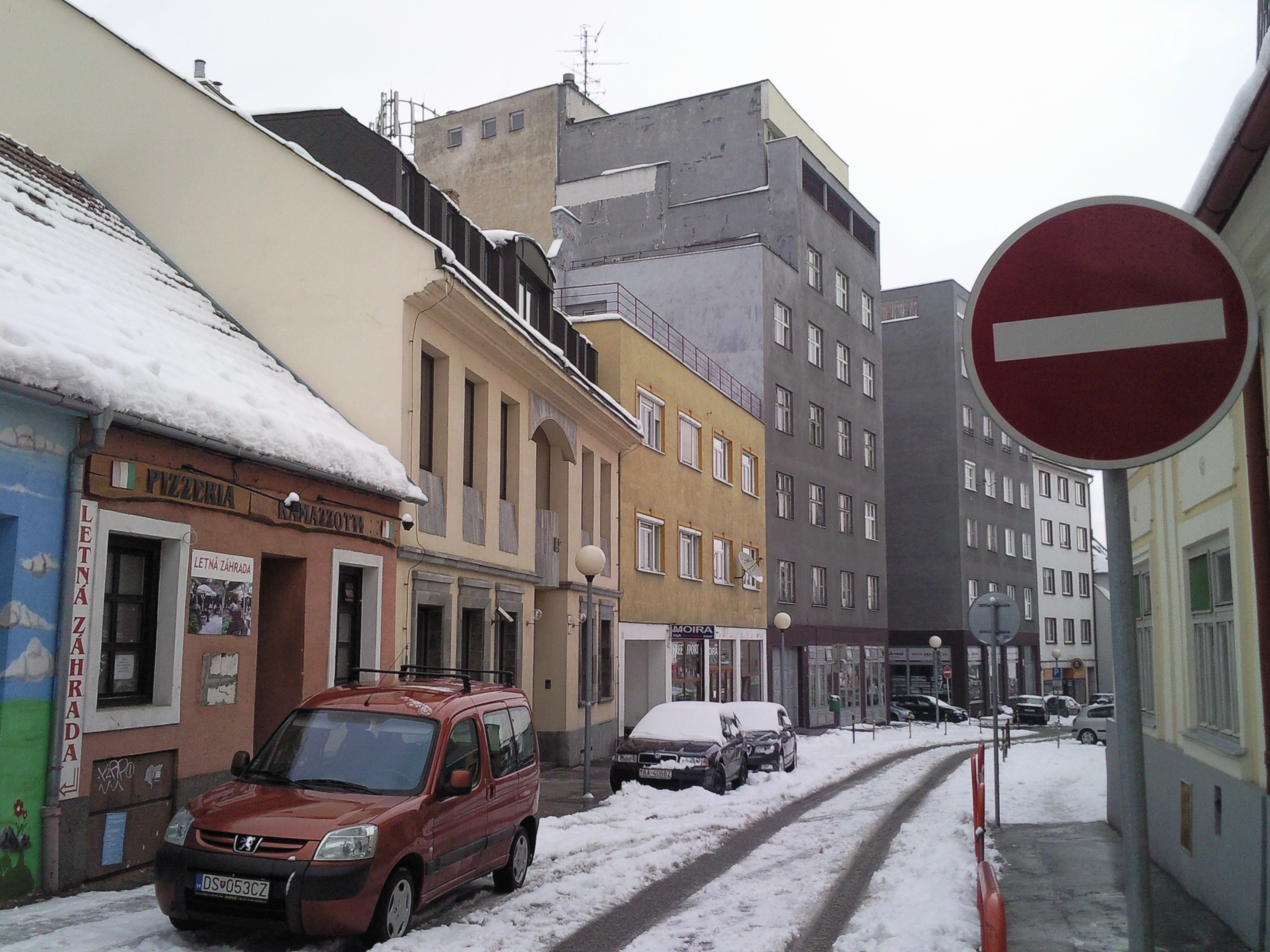
Straat van de effectenbeurs in Bratislava

De Effectenbeurs van Bratislava is de enige effectenbeurs van Slowakije. De benaming in het Slowaaks is Burza cenných papierov v Bratislave maar de Engelse benaming Bratislava Stock Exchange wordt ook regelmatig gebruikt. De afkortingen hiervoor zijn BCPB respectievelijk BSSE.
De beurs werd opgericht op 15 maart 1991 na toestemming te hebben gekregen van het Slowaakse ministerie van financiën in 1990. Twee jaar later, op 6 april 1993, ging uiteindelijk de effectenhandel van start. De aandelenindex van de beurs, de SAX, werd in september van hetzelfde jaar geïntroduceerd. De vestiging van de beurs bevindt zich aan op nummer 17 van de straat Vysoká.